# 伯頓米爾 (加利福尼亞州)
伯頓米爾（英語：Burton Mill）是位於美國加利福尼亞州克恩縣的一個非建制地區。該地的面積和人口皆未知。

## 地理
伯頓米爾的座標為35°30′22″N 118°24′25″W / 35.50611°N 118.40694°W，而該地的平均海拔高度為2049米（即6722英尺）。